# دفتر خاطرات یک دیوانه

جری کالا (راست) و سابرینا فریلی در صحنه‌ای از فیلم

دفتر خاطرات یک دیوانه (ایتالیایی: Diario di un vizio) فیلمی درام به کارگردانی مارکو فرری است که در سال ۱۹۹۳ منتشر شد. این فیلم در چهل و سومین دورهٔ جشنواره بین‌المللی فیلم برلین به اکران درآمد.

## گزیدهٔ بازیگران
- جری کالا
- سابرینا فریلی
- والنتینو ماکی
- چینزیا مونرئاله
- جسیکا ریتسو
- مانوئلا آرکوری